# Ligia Zanella
Ligia Zanella  é uma ilustradora e quadrinista brasileira. Formou-se em Design Gráfico e Design de Produto pela Universidade de Sorocaba e trabalhou como ilustradora e Designer no jornal Cruzeiro do Sul. Sua primeira história em quadrinhos foi Go! Go! Go! Felicity, publicada na internet a partir de 2009 e finalizada em sete volumes. 
Em 2015,  publicou sua primeira HQ autoral impressa, Calendar, que viria a ter mais dois volumes lançados posteriormente. 
Em 2016, ilustrou e publicou Melissa em Ellipsia (com roteiro do escritor e jornalista Guilherme Profeta) através de financiamento coletivo, sendo indicada por esta obra, no ano seguinte, ao Troféu HQ Mix de novo talento (desenhista).
Em 2018, lançou seu primeiro livro infantil feito em aquarela e nanquim, O reino dos vagalumes sem luz, o volume 2 da sua HQ autoral Calendar e o Sketchbook Ligia Zanella, publicada pela Editora Criativo. 
Em 2019, participou como uma das quadrinista das coletâneas Histórias Passageiras e Shoujo Bomb, lançou o último volume da sua HQ autoral Calendar. 
Em 2020, a coletânea Histórias passageiras foi indicada para o prêmio Angelo Agostini de Melhor lançamento independente, ilustrou seu primeiro quadrinho jornalístico Projeto Hibakusha (com roteiro do escritor e jornalista Guilherme Profeta), através de financiamento coletivo.
Em 2022, lançou em parceria com diversas quadrinistas brasileiras a coletânea Não Ligue, isso é coisa de mulher! com o incentivo do PROAC e ganhou o Prêmio Angelo Agostini de melhor lançamento independente pela coletânea .
Em 2023, em parceria com diversas quadrinistas lançou a coletânea Não tema, isso é coisa de mulher! com o incentivo do PROAC, relançou sua HQ autoral Calendar - Edição especial pela Editora JBC em um volume único e ilustrou sua primeira HQ de terror Ilha dos condenados pela editora UB (com roteiro de Eric Peleias e edição de Marcel Bartholo).
Em 2024, a coletânea Não tema, isso é coisa de mulher é indicada ao Troféu Angoulême na Categoria Alternative Comics Awards 2024, na França. Lançou a HQ educativa O incrível mundo de 36 no FIQ, em Belo Horizonte. Fez sua primeira exposição de arte sequêncial no Shopping Cianê em Sorocaba sob o título, A tela, o jardim e a colcha - Uma alegoria ao Setembro Amarelo e foi a convidada especial do evento HQFest Indaiatuba. 
Em 2025, a HQ educativa O incrível mundo de 36 ganhou 2° lugar na categoria Literatura Infanto Juvenil pelo Prêmio Book Brasil.